# ناخوانده
ناخوانده (به انگلیسی: uninvited) نام سریال چهار قسمتی انگلیسی در ژانر تخیلی، ترسناک و مرموز است که در سال ۱۹۹۷ با بازیگری داگلاس هاج، لسلی گرنتام، سیلوسترا لو توزل و لیا ویلیامز ساخته شد.

## داستان
داستان سریال در مورد یک عکاس خبرنگار به نام استیو بلیک است که به چشم می‌بیند رئیس نیروی هسته‌ای انگلستان در تصادف مخوف ماشین کشته می‌شود اما روز بعد او را زنده و سالم می‌بیند. این حادثه استیو را تحریک می‌کند تا به شکل جدی تحقیق کند اما هر چه بیشتر جستجو می‌کند به نتیجه‌ای وحشتناکی دست می‌یابد و ان این است که به زودی همه انسانها به شکل غریبی منقرض می‌شوند.